# The Worst Movie Ever!
¡La peor película de todos los tiempos! (estilizada como ¡¡¡LA PEOR PELÍCULA DE TODAS!!!! ) es una película de comedia de acción de 2011 escrita, producida, dirigida y protagonizada por Glenn Berggoetz.  

## Trama
Un barrio suburbano se ve invadido por estereotipos de personajes habituales del cine de terror.

## Elenco
- Glenn Berggoetz como Johnny, Petey, Dr. Lars Coolman
- Eileen Barker como Laduelia
- Stuart Goldstein como Bobby
- Haidyn Harvey como Erica
- Bryce Foster como Brent
- Christopher Irvin como el Dr. Dirk Ramrod
- Christine Mascolo como Ángela
- Kasha Fauscett como Kristin
- Jeff Johnson como El Señor Oscuro
- Jonathan Jorgensen como Papá Noel
- Carla Cannalte como Debbie
- Giovanna Leah como mujer corredora
- Jeff McBride como chico de la tienda de comestibles, Abe Lincoln
- Diane Henry como la novia de Petey

## Estreno
La película tuvo su estreno en el Festival de Cine Independiente de Van Wert en Van Wert, Ohio, el 8 de julio de 2011, donde el director Glenn Berggoetz habló en un simposio de desayuno y organizó una proyección de la película a medianoche.
La película tuvo su estreno teatral el 19 de agosto de 2011 en un solo cine, el Laemmle Sunset 5 en Los Ángeles, resultando en la peor actuación de taquilla jamás registrada: sólo una entrada paga y recaudando sólo 11 dólares. Después de su estreno, la película ganó notoriedad por su bajísima audiencia. Esta cifra la convierte en la película de estreno más baja de la historia, superando a la película de 2006 Zyzzyx Road, que atrajo a seis patrocinadores y 30 dólares de ingresos durante su primera semana. Según los sitios web Box Office Mojo y The Numbers, la película ha recaudado más de 25.000 dólares en ingresos de taquilla.
Según el director Glenn Berggoetz, la película sólo vendió una entrada durante el fin de semana (para la única proyección del sábado) y nadie asistió a la proyección del viernes.
Hasta ahora, los intentos del propietario del cine y del cineasta de localizar a la persona que pagó para ver la película durante el fin de semana de estreno han fracasado.

## Respuesta Crítica
IFC escribió que la película hace honor a su título y que tiene la posibilidad de convertirse en un éxito de culto, al escribir que "rápidamente se está convirtiendo en una leyenda de Internet como la película con peor recaudación de todos los tiempos, un gancho de ventas que combina muy bien con eso". título. En la semana del 26 de agosto de 2011, casi 70.000 personas vieron el avance de la película en YouTube . Si incluso una fracción de esas personas sienten la curiosidad suficiente como para buscar la película, podríamos tener un nuevo éxito de culto en nuestras manos".  Desde que se informó sobre el deslucido estreno de la película, el avance de la película se ha convertido en un "mini éxito en YouTube" e inició "una especie de culto en Facebook". El director de la película ha declarado que la baja recaudación no pretendía ser un truco publicitario, y fue el resultado tanto de que la película estaba programada para proyectarse como parte de las "proyecciones de medianoche" mensuales del teatro como de problemas para despertar el interés. en el estreno en cines.